# Kanton Pouancé
Kanton Pouancé (fr. Canton de Pouancé) je francouzský kanton v departementu Maine-et-Loire v regionu Pays de la Loire. Tvoří ho 14 obcí.

## Obce kantonu
- Armaillé
- Bouillé-Ménard
- Bourg-l'Évêque
- Carbay
- La Chapelle-Hullin
- Chazé-Henry
- Combrée
- Grugé-l'Hôpital
- Noëllet
- Pouancé
- La Prévière
- Saint-Michel-et-Chanveaux
- Le Tremblay
- Vergonnes